# Рявиця
Рявиця (словен. Rjavica) — поселення в общині Рогашка Слатина, Савинський регіон, Словенія. Висота над рівнем моря: 222,6 м.